# Jürgen Baurmann
Jürgen Baurmann (* 28. März 1941 in Bonn; † 26. Februar 2024) war ein deutscher Germanist, Didaktiker und Hochschullehrer.

## Leben und Wirken
Nach seiner Reifeprüfung 1961 in Pirmasens studierte Jürgen Baurmann zunächst von 1961 bis 1963 an der Pädagogischen Hochschule Landau und war nach seinen Dienstprüfungen bis 1973 als Lehrer an Grund- und Hauptschulen tätig. Ab 1970 studierte er weiter an der Erziehungswissenschaftlichen Hochschule Landau und von 1974 bis 1978 an der Pädagogischen Hochschule Niedersachsen (Abteilung Braunschweig) und zwar neben Erziehungswissenschaft Germanistik und Psychologie. Außerdem arbeitete er von 1973 bis 1978 als wissenschaftlicher Assistent in Braunschweig und promovierte dort 1978 über „Textrezeption im 3. Schuljahr“. Bis 1980 übernahm er eine Lehrstuhlvertretung an der Pädagogischen Hochschule Ludwigsburg und arbeitete bis 1982 als Akademischer Rat an der Universität Eichstätt. Von 1982 bis 1992 hatte er dann eine Professur für Deutsche Sprache und Didaktik des Deutschunterrichts an der Universität Osnabrück (Standort Vechta) inne. Ab 1992 lehrte er als Professor für den gleichen Aufgabenbereich an der Gesamthochschule Wuppertal. 2006 wurde er emeritiert.
In seinen Veröffentlichungen beschäftigte sich Baurmann (neben Grundlagenwerken für den Deutschunterricht) mit dem Schreiben von Schülerinnen und Schülern.

## Veröffentlichungen (Auswahl)
- Textrezeption und Schule. Grundlagen, Befunde, Unterrichtsmodelle. Kohlhammer, Stuttgart 1980, ISBN 3-17-005414-7.
- (Mithrsg.): Neben-Kommunikationen. Beobachtungen und Analysen zum nichtoffiziellen Schülerverhalten innerhalb und außerhalb des Unterrichts. Westermann, Braunschweig 1981, ISBN 3-14-160108-9.
- (Hrsg., mit Otfried Hoppe, u. Mitautor): Handbuch für Deutschlehrer. Kohlhammer, Stuttgart 1984, ISBN 3-17-008145-4.
- Martin Luther und Thomas Müntzer oder Die Einführung der Buchhaltung. Eine Analyse zu Dieter Fortes Theaterstück. In: Willigis Eckermann (Hrsg.): Martin Luther. Annäherungen und Anfragen (= Vechtaer Universitätsschriften, Bd. 1). Vechtaer Druck u. Verlag, Vechta 1985, S. 145–168, ISBN 3-88441-105-5.
- (Hrsg.): Aspekte von Schrift und Schriftlichkeit (= Germanistische Linguistik, Bd. 93/94). Olms, Hildesheim 1988, ISBN 3-487-09198-4.
- (Hrsg.): Schreiben – schreiben in der Schule (= Germanistische Linguistik, Bd. 104/105). Olms, Hildesheim 1990, ISBN 3-487-09503-3.
- (Mithrsg.): Homo scribens. Perspektiven der Schriftlichkeitsforschung (= Reihe Germanistische Linguistik, Bd. 134). Niemeyer, Tübingen 1993, ISBN 3-484-31134-7.
- (Hrsg., mit Rüdiger Weingarten): Schreiben. Prozesse, Prozeduren und Produkte. Westdeutscher Verlag, Opladen 1995, ISBN 978-3-531-12627-2.
- Schreiben – Überarbeiten – Beurteilen. Ein Arbeitsbuch zur Schreibdidaktik. Kallmeyer, Seelze 2002, ISBN 3-7800-2045-9 (5. Aufl. 2017).
- (Hrsg.): Schreibaufgaben – Momente und Kontexte. Friedrich, Seelze 2004, ISBN 3-617-32576-9.
- Sachtexte lesen und verstehen. Grundlagen, Ergebnisse, Vorschläge für einen kompetenzfördernden Unterricht. Kallmeyer/Klett, Seelze 2009, ISBN 3-7800-1042-9.
- (Hrsg., mit Liane Dirks): Die Ruhr fließt anders als der Bosporus. Demokratie leben – Autoren schreiben gemeinsam mit Schülern. Klartext-Verlag, Essen 2010, ISBN 978-3-8375-0274-9.
- (Hrsg., mit Eva Neuland): Jugendliche als Akteure. Sprachliche und kulturelle Aneignungs- und Ausdrucksformen von Kindern und Jugendlichen (= Sprache – Kommunikation – Kultur, Bd. 9). Lang, Frankfurt/M. 2011, ISBN 3-631-61414-4.
- (Mithrsg.): Methoden im Deutschunterricht. Exemplarische Lernwege für die Sekundarstufen I und II. 3. Aufl. Kallmeyer/Klett, Seelze 2017, ISBN 978-3-7800-4832-5.

- (Mithrsg.): Handbuch Deutschunterricht. Theorie und Praxis des Lehrens und Lernens. 2. Aufl. Klett, Kallmeyer, Seelze 2019, ISBN 978-3-7727-1072-8.